# Autostrada A19 (Belgio)
L'Autostrada A19 belga parte da Courtrai, fino ad arrivare a Ypres ed è lunga 23 km. Il progetto iniziale prevedeva che il percorso si concludesse a Veurne, ma non è stato portato a compimento.

## Percorso
|      |                        |        |  |  |  |
| Tipo | Indicazione            | Uscita |  |  |  |
|      | Barriera Kortrijk-West |        |  |  |  |
|      | Gullegem, Moorsele     | 1      |  |  |  |
|      | Barriera Moorsele      |        |  |  |  |
|      | Menen                  | 2      |  |  |  |
|      | Wervik                 | 2a     |  |  |  |
|      | Zonnebeke, Beselare    | 3      |  |  |  |
|      | Ieper-Centrum          | 4      |  |  |  |
|      | Ieper-Noord            | 5      |  |  |  |